# Badminton-Föderation Nordmazedoniens
Der Badminton-Föderation Mazedoniens ist die oberste nationale administrative Organisation in der Sportart Badminton in Nordmazedonien.

## Geschichte
Die Geschichte des Verbandes geht zurück auf die Gründung des jugoslawischen Badmintonverbandes 1968, in welchem jedoch Slowenien die führende Rolle innehatte. Nach dem Ende des gesamtjugoslawischen Verbandes und mehrerer zwischenzeitlicher Verbände wurde 2003 der nationale Verband Mazedoniens gegründet. Der Verband ist Mitglied im Weltverband BWF und in Badminton Europe.

## Bedeutende Veranstaltungen, Turniere und Ligen
- Macedonian International
- Einzelmeisterschaften
- Mannschaftsmeisterschaft
- Juniorenmeisterschaft

## Bedeutende Persönlichkeiten
- Dime Stefanovski, Präsident